# Ielena Iejova
Pour les articles homonymes, voir Iejova.
Ielena Igorevna Iejova (en russe : Елена Игоревна Ежова) est une joueuse de volley-ball russe née le 14 août 1977 à Melitopol (Ukraine). Elle mesure 1,78 m et joue au poste de libero. 

## Clubs
| Club                 | De        | À         |
| -------------------- | --------- | --------- |
| MGFSO Moscou         | 1996-1997 | 2001-2002 |
| Universitet Belgorod | 2002-2003 | 2002-2003 |
| Kazanotchka Kazan    | 2003-2004 | 2004-2005 |
| Dinamo Moscou        | 2006-2007 | 2009-2010 |
| Dinamo Krasnodar     | 2010-2011 | 2010-2011 |
| Dinamo Kazan         | 2011-2012 | 2011-2012 |
| Dinamo Moscou        | 2012-2013 | 2012-2013 |
| Fakel Novy Ourengoï  | 2013-2014 | 2013-2014 |
| Dinamo Kazan         | 2014-2015 | …         |

## Palmarès
- Championnat de Russie
  - Vainqueur : 2007, 2009, 2012, 2015.
  - Finaliste : 2003, 2008, 2010, 2013, 2017, 2018.
- Coupe de Russie
  - Vainqueur : 2009, 2016, 2017.
  - Finaliste : 2007, 2008, 2010, 2011, 2012, 2015.
- Ligue des champions
  - Finaliste : 2007, 2009.
- Coupe de la CEV
  - Vainqueur : 2017.
  - Finaliste : 2011.
- Supercoupe de Russie
  - Finaliste : 2017.